# نورس باسيفيكي
نورس باسيفيكي (الاسم العلمي: Larus pacificus) (بالإنجليزية: Pacific Gull)‏ هو نوع من الطيور يتبع جنس النورس من الفصيلة النورسية.